# Марко Ірина Валеріївна
Іри́на Вале́ріївна Марко́ (нар. 28 лютого 1967, Запоріжжя) — українська художниця декоративно-ужиткового мистецтва. Член Національної спілки художників України (2012).

## Життєпис
Ірина Марко народилася 28 лютого 1967 року в місті Запоріжжі.
1986 року закінчила відділ художнього оформлення Донецького державного художнього училища, 1993-го — відділ художньої кераміки Львівського інституту прикладного та декоративного мистецтва (педагоги з фаху С. Андрусів, Т. Янко). Після навчання діяльна в творчій майстерні Львівської експериментальної кераміко-скульптурної фабрики. 2000 почала працювати на творчій роботі.

## Творчість
Від 1987 року є учасницею міських, обласних, всеукраїнських виставок. Персональні виставки відбулися у Львові (2012–2014; 2015, спільно з Ганною Друль), Оронську (Польща, 2013–2014), Чернівцях (2014), Києві (2015). У доробку мисткині є керамічні декоративні композиції. Окремі роботи зберігаються в музейних установах України, а також у приватних колекціях України, США, Європи та Японії.
Серед важливих робіт: «Чайник із підносом», «Діалог» (обидва — 2007), «Гарбузова пара» (2010), «Празвір» (2011), «Той, що з осені» (2012), «Будяк», «Оцвітина» (обидва — 2014), «Гранат», «Скибки кавуна» (обидва — 2015).

## Нагороди
- 3-тя премія 3-ї Національної виставки-конкурсу художньої кераміки (Опішня, 2011),
- срібна нагорода Українського бієнале художньої кераміки імені Василя Кричевського (Опішня, 2017)[3][4].